# Штриттер, Иван Михайлович
Иван Михайлович (Иоганн Готгильф) Штриттер (Стриттер) (нем. Johann Gotthilf Stritter; 21 октября 1740, Идштейн, Германия — 19 февраля [3 марта] 1801) — историк, академик Петербургской академии наук, хранитель московского архива коллегии иностранных дел.

## Биография
Родился 21 октября 1740 года в Идштейне, в семье директора гимназии.
Первоначальное образование получил в родном городе; с 1760 года учился в Галльском университете, с 1764 года — в Гёттингенском университете по специальности византийская история.
В 1766 году по рекомендации Августа Людвига фон Шлёцера он получил приглашение от Императорской Петербургской академии наук, которое принял и с 15 июля стал проректором Академической гимназии и адъюнктом Петербургской академии наук.
Им был составлен систематический сборник извлечений из византийских писателей о России в 4-х частях (Ч. 1: О славянах; Ч. 2: О готфах, вандалах…; Ч. 3: О россах и варягах; Ч. 4: О волгарах, влахах, хазарах); издан в Санкт-Петербурге, при Императорской Академии наук, 1770—1775 — тираж 600 экз — перевод Василия Светова. По отзыву К. H. Бестужева-Рюмина, несмотря на то, что он не совсем полон и был сделан не по подлинникам, а с, не всегда точного, латинского перевода (по Парижскому изданию 1645—1672 гг. и по Венецианскому 1729 г.), издание оказало важную услуги российской науке.
С 1 октября 1779 года Штриттер был переведён на службу в Московский архив Коллегии иностранных дел. После смерти начальника архива Г. Ф. Миллера, в 1783 году он вступил в заведование архивом совместно с Соколовским и Д. Бантыш-Каменским. В 1783 году, по заказу Комиссии об учреждении народных училищ, он начал писать «Историю Российского государства», доведя её только до 1599 года, опубликованы же были только три части, содержащие историю Российского государства с древнейших времен до 1462 года: Часть 1. — 1800. — [6], 635 с., 6 л. табл.; Часть 2. — 1801. — [2], 530 с.; Часть 3. — 1802. — [2], 328 с., 6 л. табл.
Вышел в отставку по болезни 7 января 1800 года. В Москве проживал в Малом Козловском переулке.
Умер 19 февраля (3 марта) 1801 года; вскоре после его смерти Мария Алексеевна Ганнибал (бабушка А. С. Пушкина) заключила со статской советницей Ф. И. Штриттер договор о найме этого дома сроком на полгода.